# نیو هلند

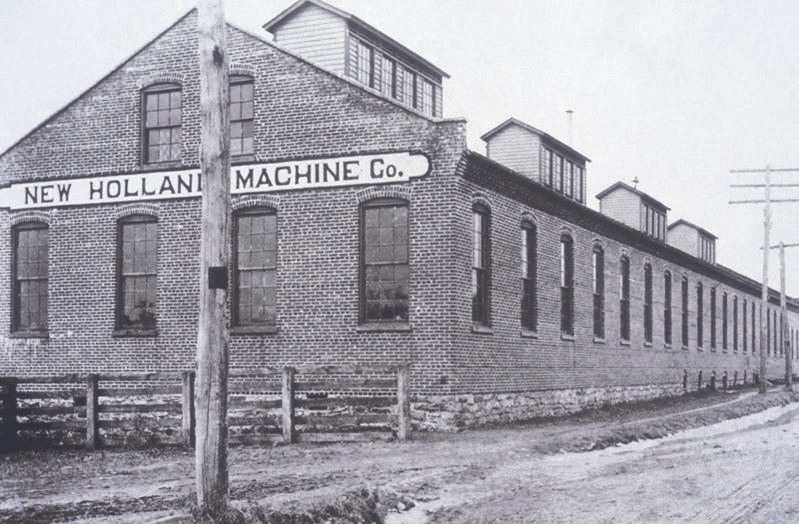
اولین کارخانه «نیوهلند» واقع در پنسیلوانیا، به تاریخ ۱۸۹۵

نیو هلند (به انگلیسی: New Holland) شرکت صنایع سنگین آمریکایی مستقر در نیو هلند، پنسیلوانیا بود، که در زمینه طراحی و ساخت ماشین‌آلات کشاورزی، ماشین‌آلات ساخت‌وساز، موتورهای دیزل و ارائه خدمات مهندسی کشاورزی فعالیت می‌نمود.
این شرکت در سال ۱۸۹۵ تأسیس شد و در سال ۱۹۹۹ با شرکت کیس کورپوریشن ادغام شده توسط شرکت سی‌ان‌ایچ خریداری گردید.
برندهای New Holland Agriculture و New Holland Construction از انحلال آن تشکیل شدند.